# IC 2057
IC 2057 је спирална галаксија у сазвјежђу Бик која се налази на листи објеката дубоког неба у Индекс каталогу.
Деклинација објекта је + 4° 2' 53" а ректасцензија 4h 21m 56,0s. Привидна величина (магнитуда) објекта IC 2057 износи 14,4 а фотографска магнитуда 15,2. IC 2057 је још познат и под ознакама CGCG 419-2, KARA 148, IRAS 04192+0355, PGC 14962.